# Hans Jörg
Hans Jörg (* 4. November 1950) ist ein ehemaliger deutscher Fußballspieler, der für den FC Bayern München in der Bundesliga und im DFB-Pokal zum Einsatz kam.

## Karriere
Von 1969 bis 1972 spielte Jörg für den FC Kempten aus der gleichnamigen Stadt im Regierungsbezirk Schwaben. Seine Premierensaison im Seniorenbereich bestritt er in der Bezirksliga, aus der er am Saisonende mit dem Verein in die Landesliga Süd aufstieg. 1971 gewann er als Auswahlspieler des Bayerischen Fußball-Verbandes den Länderpokal der Amateure. Zur Saison 1972/73 wurde er 21-jährig vom FC Bayern München als Stürmer verpflichtet. Sein erstes von nur drei Bundesligaspielen, allesamt gewonnen und im Olympiastadion München durch Einwechslungen absolviert, bestritt er am 2. Dezember 1972 (16. Spieltag) beim 3:1-Sieg gegen Kickers Offenbach für Rainer Zobel ab der 73. Minute. Im DFB-Pokal-Wettbewerb kam er am 14. März 1973 beim 3:1-Sieg im Achtelfinal-Rückspiel gegen Rot-Weiß Oberhausen in München und am 14. April 1973 beim 2:2-Unentschieden im Viertelfinal-Hinspiel bei Kickers Offenbach zum Einsatz.
Zur Saison 1973/74 wechselte er zum FC Augsburg in die zweitklassige Regionalliga Süd, mit dem er am Saisonende Südmeister wurde, als Zweiter der Gruppe 2 in den Aufstiegsspielen für die Bundesliga – in allen acht wirkte er mit und erzielte zwei Tore – knapp an Tennis Borussia Berlin scheiterte, aber sich dennoch für die neugeschaffene 2. Bundesliga qualifizierte. In der Staffel Süd bestritt er für die Mannschaft, als Gründungsmitglied, ab der Saison 1974/75 bis zum Abstieg 1979 147 Spiele und war 34 Mal als Torschütze erfolgreich. Nach nur einer Spielzeit in der Bayernliga erfolgte als Bayernmeister der direkte Wiederaufstieg. Jörg agierte in seiner letzten Profi-Saison nunmehr als Mittelfeldspieler und erzielte mit 18 Toren in 35 Spielen eine gute Torquote. Sein letztes Spiel im bezahlten Fußball bestritt er am 30. Mai 1981 (38. Spieltag) bei der 3:5-Niederlage im Auswärtsspiel gegen den FSV Frankfurt und beendete nach 182 Zweitligaspielen und 52 Toren für die Augsburger seine Karriere. In der letzten Spielzeit in der zweigleisigen 2. Bundesliga stieg der FC Augsburg als Tabellen-Achtzehnter wieder ab.

## Erfolge
- Deutscher Meister 1973 (mit dem FC Bayern München)
- Meister der Regionalliga Süd 1974 (mit dem FC Augsburg)
- Bayernmeister 1980 (mit dem FC Augsburg)
- Länderpokal-Sieger 1971 (mit dem Landesverband Bayern)